# Török művészet
A török művészet megnevezés alatt az Európától Kínáig élő török nyelvű népek iszlám előtti és utáni művészetét értjük. Szűkebb értelemben a kisázsiai és európai törökség művészetét jelenti, amit két török nép, a szeldzsuk és az oszmán-török hozott létre. Ez a cikk a tágabb értelemben vett török művészettel foglalkozik, lásd még: Törökország művészete.

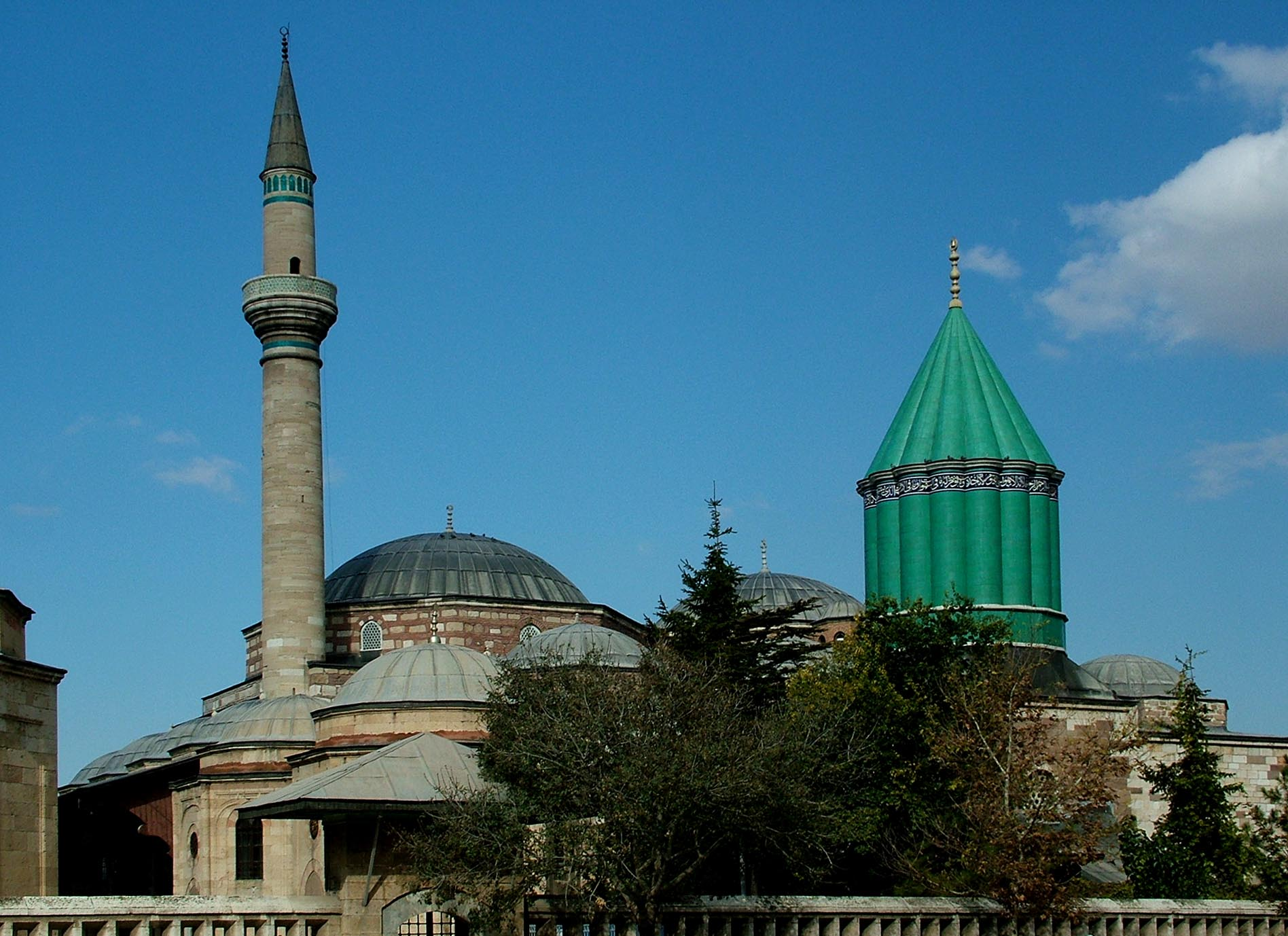
Szeldzsuk-török építészet: Konya

## Oszmán-törökök
Bővebben: oszmán művészet
A török építészet formavilágának alapjai a nép ősi nomád életmódjára vezethetők vissza. Ezeket a motívumokat is felhasználta a perzsa, görög, római, örmény és bizánci hatásokat mutató szeldzsuk építészet, mely főképpen medreszéiről (iskola), karavánszerájairól és türbéiről nevezetes. Az oszmán építészet monumentális jellegét a leghíresebb török építész, Szinán munkáiban is felfedezhetjük. A legjellemzőbb oszmán épületek az impozáns mecsetek, mint például az Edirnei Szelim-mecset vagy az isztambuli Kék mecset, illetve a pompázatos szultáni és főúri paloták. A modern török építészetre a 18. illetve 19. században virágzó török barokk és oszmán Art-Noveau stílusok is hatást gyakoroltak. A 20. század elején a nemzeti érzelmek feltámadása hozta létre a monumentális nacionalista építészetet, melynek gyökerei a klasszikus oszmán építészetig nyúlnak vissza. Az 1930-as évekre a funkcionalista, eklektikusságot mellőző építészet volt a jellemző, ahogy azt Ankara számos épülete is jól mutatja. Később számos irányzat jött létre, mint például a Sedad Hakki Eldem, illetve a német Paul Bonatz nevével fémjelzett „második nacionalista építészet”, vagy a hatvanas években népszerű újregionalizmus.